# Alberto Argibay
Alberto Argibay (Pico Truncado, provincia de Santa Cruz, 25 de octubre de 1932 - Buenos Aires, 
Argentina, 10 de septiembre de 2007) fue un actor de teatro, cine y televisión argentino, que luego de una intensa actividad artística de la que estaba retirado desde 1986 por razones de salud. Fue uno de los máximos exponentes de los filmes de la conocida "Generación del 60".

## Su inicio en la actuación
Comenzó su trayectoria actoral a mediados de la década del cincuenta en teatros independientes de su provincia. Luego se trasladó a Buenos Aires y logró incorporarse al elenco estable de Radio Splendid y trabajó en exitosos radioteatros. Su excelente voz, su figura de galán recio y su fuerza dramática, hicieron que Mario Soffici lo eligiera para participar en 1958, en Isla brava, su primera película, a la que siguió al año siguiente He nacido en Buenos Aires, dirigido por Francisco Mugica.

## Carrera en cine
En 1960 encarnó al rebelde alumno Cardoso (1959) en el filme La patota, de Daniel Tinayre, papel por el que obtuvo el premio de la Asociación de Cronistas Cinematográficos en el rubro revelación masculina. A partir de allí fue convocado por prestigiosos directores de la llamada Generación del 60 que le permitieron participar en Alias Gardelito, dirigido por Lautaro Murúa, papel que le valió el premio al mejor actor otorgado por la Asociación de Cronistas Cinematográficos de la Argentina; Tres veces Ana, del director David José Kohon, Los jóvenes viejos, de Rodolfo Kuhn. Circe, de Manuel Antín, y Nadie oyó gritar a Cecilio Fuentes, de Fernando Siro que lo consagraron como uno de los más importantes actores de aquellos años. La última película en la cual trabajó fue en Las lobas (1986), dirigida por Aníbal Di Salvo, pues si bien en 1998 se estrenó comercialmente Los ratones (el disconforme) en que había trabajado con dirección de Francisco Vassallo, el mismo había sido rodado en 1964 y 1965.

## Trabajos en televisión
En televisión se recuerda su participación en El día nació viejo (1964), junto a Irma Roy y Fernanda Mistral; Simplemente María (1968); Teatro argentino (1974), donde fue dirigido por Carlos Muñoz y encarnó al padre de personaje de Andrea del Boca en Andrea Celeste (1979), donde también participaba Ana María Picchio.
Junto a Silvia Legrand trabajó en La maestrita de los obreros así como participó del ciclo por Canal 9, Ocho estrellas en busca del amor, que fue el antecesor del programa Alta comedia, en el cual también participó. Argibay actuó en las producciones de Narciso Ibáñez Menta El hombre que volvió de la muerte y El monstruo no ha muerto, y fue coprotagonista de Amor gitano.

## Su paso por el teatro
En teatro actuó en obras clásicas y modernas. Participó junto a Fernanda Mistral en Rinoceronte, de Eugène Ionesco, en el Teatro General San Martín, y con Mirtha Legrand, bajo la dirección de Daniel Tinayre, en la obra Constanza. Otras piezas en las cuales trabajó fueron
Incidente en Vichy y Los dactilógrafos.
Uno de sus hijos fue dado por "desaparecido" en 1982 en el hundimiento del crucero ARA General Belgrano durante la Guerra de las Malvinas, y su reaparición, tiempo después, provocó un fuerte golpe emocional en su familia. Alberto Argibay falleció en Buenos Aires el 10 de septiembre de 2007 y había dejado su carrera artística por razones de salud algo más de dos décadas antes.

## Filmografía
- Las lobas (1986) dir. Aníbal Di Salvo
- Las barras bravas (1985) dir. Enrique Carreras
- Desde el abismo (1980) dir. Francisco Ayala
- Contragolpe (1979) dir. Alejandro Doria
- Los ratones (1978) dir. Francisco Vassallo
- ¿Qué es el otoño?  (1977) dir. David José Kohon y Daniel Portela
- Los orilleros (1975) dir. Ricardo Luna
- Las procesadas (1975) dir. Enrique Carreras
- La Mary (1974) dir. Daniel Tinayre
- La sartén por el mango (1972) dir. Manuel Antín
- Nino (1972) dir. Federico Curiel
- Juan Manuel de Rosas (1972) dir. Manuel Antín
- Amor libre (1969) dir. Fernando Siro.... Mario
- Gente conmigo (1967) dir. Jorge Darnell.... Renato
- Psique y sexo (1965) dir. Manuel Antín, Ernesto Bianco, Enrique Cahen Salaberry y Dino Minitti
- Nadie oyó gritar a Cecilio Fuentes (1965) dir. Fernando Siro
- Circe (1964) dir. Manuel Antín
- La murga (1963) dir. Fernando Siro
- Los jóvenes viejos (1962) dir. Rodolfo Kuhn
- Mi Buenos Aires querido (1961) dir. Francisco Mugica
- Los inconstantes (1962) dir. Rodolfo Kuhn
- Alias Gardelito (1961) dir. Lautaro Murúa... Amigo
- Tres veces Ana (1961) dir. David José Kohon
- La patota (1960) dir. Daniel Tinayre
- Dos tipos con suerte (1960) dir. Miguel Morayta Martínez
- He nacido en Buenos Aires (1959) dir. Francisco Mugica
- Isla brava (1958) dir. Mario Soffici

## Televisión
- Coraje mamá (1985) Serie.... Toscano
- Alguien como usted (1984) Serie
- Amor gitano  (1983) Serie.... Carmelo
- El teatro de Irma Roy (1983) Serie
- Cuando es culpable el amor (1983) Serie.... Reinaldo Mujica
- Un callejón en las nubes (1982) Serie.... Edgardo Medina
- Llévame contigo (1982) Serie
- Un latido distinto (1981) Serie
- El solitario (1980) miniserie.... George Dubet
- Casa de muñecas (1980) miniserie.... Torvaldo Helmer
- Llena de amor (1980) Serie
- Andrea Celeste (1979) Serie.... Don Eduardo Arosamena
- Invitación a Jamaica  (1977) miniserie
- La zarpa (1974).... Gerardo
- El regreso (1974).... Ricardo
- Alta comedia Episodio La barca sin pescador (1974)
- Alguien como usted (1973) Serie
- Alguien como vos  (1973) Serie
- El exterminador (1972) miniserie.... Ariel
- El tobogán (1971).... Jorge
- Alta comedia: El avaro (1971).... Oriante
- Lucía Sombra (1970).... Emilio
- El monstruo no ha muerto (1970) miniserie.... David Rost
- El hombre que volvió de la muerte  (1969) miniserie.... Frederick
- Ciclo Myriam de Urquijo (1969) Serie
- Simplemente María (1969) Serie
- La venganza (1967) Serie.... Renato Narváez
- El día nació viejo (1964)
- El sátiro (1963) miniserie
- Historias románticas (1963). Ep. "Mientras yo muero" con Fernanda Mistral.